# Nord-West-Cup

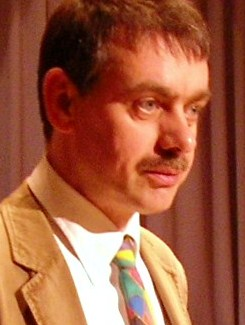
Jürgen Wempe, Organisator der Turniere

Der Nord-West-Cup ist ein jährlich ausgetragenes Schachturnier in Bad Zwischenahn. Das Turnier findet sein 1999 statt. Es wird als offenes Turnier in mehreren Gruppen ausgetragen und mit klassischer Bedenkzeit gespielt. Der Nord-West-Cup ist eines der größten Wochenendturniere Europas mit mehreren hundert Teilnehmern.

## Geschichte
Das Turnier wurde 1999 zum ersten Mal in Oldenburg anlässlich des 50-jährigen Vereinsjubiläums des SK Union 1949 Oldenburg e.V. ausgetragen. Auch in den beiden Folgejahren wurde das Turnier im Clublokal des SK Union Oldenburg e.V. an der Nadorster Straße in Oldenburg ausgetragen. Im Jahr 2002 wechselte das Turnier den Austragungsort und findet seitdem in der Wandelhalle am Zwischenahner Meer statt. 
| Jahr | Sieger                                 |
| ---- | -------------------------------------- |
| 2025 | Lara Schulze                           |
| 2024 | Alberto Barp                           |
| 2023 | Vignesh NR                             |
| 2022 | Eduardo Iturrizaga                     |
| 2020 | Erik van den Doel                      |
| 2019 | Alexandre Dgebuadze                    |
| 2018 | Marco Thinius                          |
| 2017 | Ilja Schneider                         |
| 2016 | Erik van den Doel                      |
| 2015 | S. P. Sethuraman                       |
| 2014 | Li Chao                                |
| 2013 | Jean-Pierre le Roux                    |
| 2012 | Wladimir Jepischin                     |
| 2011 | Oleg Spirin                            |
| 2010 | Henrik Teske                           |
| 2009 | Andrij Sumez                           |
| 2008 | Viesturs Meijers                       |
| 2007 | Gerlef Meins                           |
| 2006 | Marlon Schlawin                        |
| 2005 | Viesturs Meijers                       |
| 2004 | Viesturs Meijers                       |
| 2023 | Jewgeni Lewin und Andrei-Nestor Cioară |
| 2002 | Lev Gutman                             |
| 2001 | Peter Enders                           |
| 2000 | Leonid Gofshtein                       |
| 1999 | Wladimir Jepischin                     |